# Sumter (Karolina Południowa)
Sumter – miasto w Stanach Zjednoczonych, w stanie Karolina Południowa, siedziba administracyjna hrabstwa Sumter.

## Sport
W mieście rozgrywany jest  kobiecy turniej tenisowy, pod nazwą Palmetto Pink Open, zaliczany do rangi ITF, z pula nagród 25 000 $.